# Zalužani
Zalužani är ett samhälle i Bosnien och Hercegovina.   Det ligger i entiteten Republika Srpska, i den nordvästra delen av landet, 140 km nordväst om huvudstaden Sarajevo. Zalužani ligger 139 meter över havet och antalet invånare är 660.
Terrängen runt Zalužani är kuperad åt sydväst, men åt nordost är den platt. Zalužani ligger nere i en dal. Runt Zalužani är det ganska tätbefolkat, med 67 invånare per kvadratkilometer.. Närmaste större samhälle är Banja Luka, 7,8 km söder om Zalužani. 
Runt Zalužani är det i huvudsak tätbebyggt.